# Банська-Вишня
Банська-Вишня (пол. Bańska Wyżna) — село в Польщі, у гміні Шафляри Новотарзького повіту Малопольського воєводства.
Населення — 1028 осіб (2011).
У 1975-1998 роках село належало до Новосондецького воєводства.

## Демографія
Демографічна структура станом на 31 березня 2011 року:
|          | Загалом | Допрацездатний вік | Працездатний вік | Постпрацездатний вік |
| -------- | ------- | ------------------ | ---------------- | -------------------- |
| Чоловіки | 506     | 116                | 349              | 41                   |
| Жінки    | 522     | 114                | 306              | 102                  |
| Разом    | 1028    | 230                | 655              | 143                  |